# Glypta minnesotae
Glypta minnesotae là một loài tò vò trong họ Ichneumonidae.